# ناحية معدان
ناحية معدان إحدى نواحي سوريا تتبع إداريّاً لمحافظة الرقة منطقة الرقة ومركزها بلدة معدان، بلغ تعداد سكان الناحية 42,652 نسمة حسب التعداد السكاني لعام 2004.

## بلدات وقرى ناحية معدان
العطشانة، مغلة كبيرة، الدعمة، الحمدانية، الحردان، الجابر، الخميسية، مغلة صغيرة، معدان، النميصة، السويدة، 6 تشرين، النزازة، النعمات.